# Harri Rovanperä
Harri "Rovis" Rovanperä (Jyväskylä, 1966) és un pilot de ral·lis finès que havia corregut el Campionat Mundial de Ral·lis. És conegut per ser un especialista en ral·lis de terra. El seu principal copilot va ser Risto Pietilainen, tot i que també va córrer amb Juha Repo i Voitoo Silander. És el pare del actual pilot del Campionat Mundial de Ral·lis Kalle Rovanperä.

## Trajectòria
Rovanperä va participar al seu primer ral·li amb un Sunbeam Avenger 1600 al Ral·li d'Hivern Jyväskylä de 1989. Va seguir disputant ral·lis regionals, aconseguint la seva primera victòria al Ral·li Vilppula de 1993.
Competeix per primera vegada al Mundial al Ral·li de Finlàndia de 1993 amb un Opel Manta, vehicle amb el qual guanyaria el Campionat Finlandès de GrupA de 1995.
L'any 1996 fitxa per Seat Sport com a pilot oficial conduint un Seat Ibiza Kit Car, guanyant amb la marca catalana la categoria 2 Litres del Campionat Mundial l'any 1998.
La temporada 1999, de la mà de Seat, dona el salt a la màxima categoria del Mundial amb el Seat Córdoba WRC E2, aconseguint un podi al Ral·li de Gal·les. Un podi que també aconseguiria al Ral·li de Finlàndia del 2000.
L'any 2001 fitxa per Peugeot on amb el Peugeot 206 WRC va guanyar el seu primer ral·li del WRC, el Ral·li de Suècia, acabant aquell campionat cinquè, tan sols 8 punts per sota del guanyador d'aquell Mundial, Richard Burns.
Rovanperä va seguir fins a l'any 2004 a l'equip Peugeot, aconseguint diversos podis. Finalment l'any 2005 pilotaria amb l'equip Mitsubishi i, finalment, de forma puntual, al 2006, amb Skoda.

## Victòries al WRC
| # | Ral·li                           | Any  | Copilot           | Vehicle         |
| - | -------------------------------- | ---- | ----------------- | --------------- |
| 1 | 50th International Swedish Rally | 2001 | Risto Pietiläinen | Peugeot 206 WRC |